# 66671 Сфейсю
66671 Сфейсю (66671 Sfasu) — астероїд головного поясу, відкритий 15 жовтня 1999 року.
Тіссеранів параметр щодо Юпітера — 3,387.